# Rhagonycha complicans
Rhagonycha complicans is een keversoort uit de familie soldaatjes (Cantharidae). De wetenschappelijke naam van de soort werd in 1979 gepubliceerd door Dahlgren.